# واگین، استرالیا غربی
واگین (به انگلیسی: Wagin) یک شهرک در استرالیا است که در استرالیای غربی واقع شده‌است.